# Хор донских казаков Сергея Жарова
Хор донских казаков — мужской камерный хор. Базируется в США. Основал хор (в 1921) руководил им С. А. Жаров. После смерти Жарова получил название «Хор донских казаков Сергея Жарова».

## Основание
После окончания гражданской войны на юге России Русская армия генерала Врангеля и беженцы в ноябре 1920 года были эвакуированы в Константинополь, занятый в это время союзниками. Донскому казачьему корпусу в качества места расположения был определен район Чаталджа в 80 километрах от Константинополя. Штаб корпуса был расположен на железнодорожной станции Хадым-Киой, части в Санджак-Тепе, Кабакдже и Чилингире. В Чилингире казаки жили в грязных холодных овчарнях. Сергей Жаров в это время находился в составе Гундоровского Георгиевского полка. В результате ран, полученных во время гражданской войны, а также болезней и эпидемии холеры в Чилингире скончалось и было захоронено более ста казаков. Для помощи духовенству при отпевании казачьим офицером Сергеем Жаровым был создан войсковой хор, первое время фактически бывший церковным по назначению и по "репертуару". Неофициальной датой создания считается 19 декабря 1920 года, когда сформированный "войсковой" хор должен был участвовать в молебне.  После переезда хора в составе корпуса на греческий остров Лемнос образовавшийся войсковой хор стал также давать концерты для местных жителей греков с целью получения в качестве платы за выступления еду, сигареты и какие-то деньги. Концерты на открытом воздухе были там особенно популярны у местных жителей и представителей союзников, в частности, у британцев. Одновременно с войсковым хором Сергея Жарова концерты на острове давал также и второй хор Атаманского военного училища во главе с юнкером Николаем Кострюковым.
В составе Донского корпуса во второй половине 1921 года хор перебрался в болгарский город Бургас, где хор стал петь при местной церкви. Так как та церковь была слишком бедна, чтобы оплачивать хор, казаки выполняли различные другие работы, среди прочего на фабрике, где изготовлялись спички.

## София. Болгария
В конце концов палатки сменились бараками в Софии, предоставленными в распоряжение Министерством Обороны. За один данный концерт зарабатывалось 2 $, в то время приблизительно 4 €, но дебют в кафедральном соборе в Софии 23 июня 1923 года сослужил хорошую службу для поднятия морального духа. За этим маленьким успехом последовало предложение директора фабрики в Монтаржи (Франция). Жена директора была русская, и супруги даже взяли оркестр под своё попечительство, как бы «усыновив» его. Среди недели работали, а в выходные давались концерты. Однако из-за нехватки денег донские казаки вскоре очутились в Вене. Помощь получили казаки от народного союза, который был заинтересован в деятельности хора и организовал конкурс-прослушивание у директора концертного бюро в Вене. Решение было принято быстро; в венском Хофбурге первый концерт был организован 4 июля 1923 г. Этот концерт принёс большой успех и директор предсказал, что последует ещё много концертов. В итоге, Жаров дирижировал на более чем 10 000 концертов; непревзойдённое достижение в мире хоровой музыки. В 1930 г. казаки перебрались в Америку, где они во время совместной церемонии в 1936 г. получили американское гражданство.
В 1926 году из группы Николая Кострюкова был образован также хор Донских казаков и с этого времени более 60 лет существовало два Донских казачьих хора: Сергея Жарова и Николая Кострюкова. Оба хора давали гастроли по всему миру, хористы часто переходили из одного хора в другой и обратно. Репертуары также были похожими  и включали церковные песни, народные и военные. Некоторые песни Сергей Жаров позаимствовал из Советской России, в частности песню про тачанку.

## После Второй мировой войны
После Второй мировой войны хор нашёл новое пристанище в Соединённых Штатах. В качестве менеджера выступил известный импресарио Сол Юрок. Затем эта обязанность перешла в Германии в руки Клары Эбнер, в 1953 г. сменённой
Концертной дирекцией Коллин из Гамбурга. Затем взял хор под свою опеку в 1960 г. Отто Хофнер. Он стал очень хорошим другом Сергея Жарова. После последней серии концертов в Америке 20 марта 1981 г. Сергей Жаров передал права на свой хор Отто Хофнеру и дал в итоге разрешение на турне под руководством Джорджа Маркитиш.

## Михаил Минский
В 1985 г. Отто Хофнер искал контакт с Михаилом Минским, который долгое время был солистом у Сергея Жарова. Минский состоял в контакте с Жаровым и хором уже с 1948 г. Минский имел всемирно известную репутацию баритон-солиста и дирижёра хора. Он довольно долго при Жарове активно участвовал в том, чтобы хор сохранил и продолжил свои традиции. Согласно желанию Жарова Отто Хофнер организовал турне с участием выдающегося шведского тенора Николая Гедды (чей отчим Михаил Устинов пел в самом первом составе хора).

## Ваня Хлибка
Затем самый юный солист хора Ваня Хлибка вместе с Джорджем Тимченко взяли бразды правления в свои руки. В 2001 г. они получили от Отто Хофнера права на хор. И до сегодняшнего момента даются концерты на крупнейших мировых сценах.

## Стиль дирижирования
Сергей Жаров выделялся благодаря своему способу дирижирования, так же как и несколько его русских современников. Он был низкого роста, и к тому же он стоял перед хором, почти не двигаясь. Он дирижировал, двигая только своей головой, глазами и пальцами. Если на сцене исполнялся казацкий танец, тогда Жаров дирижировал только первые такты, после чего он дальше предоставлял хор самому себе. О Сергее Жарове пишут, что он использует своих певцов, как клавиши орга́на. Это очень хорошо показано в недавно вышедшем фильме.

## Избранная дискография[3]
- Don Cossack Concert (1949, Columbia Masterworks)
- The Don Cossacks On Parade (1951, Columbia Masterworks)
- Lieder Vom Don (1954, Deutsche Grammophon)
- Das Leben Für Den Zaren (1957, Deutsche Grammophon)
- Russian Fair (1960, Decca)
- Russische Lieder Und Chöre (1961, Deutsche Grammophon)
- Das Grosse Jubiläumskonzert (1962, Polydor)
- On The River Don (1964, Brunswick)
- Moskauer Nächte - 45 Jahre Don Kosaken Chor Serge Jaroff (1966, Deutsche Grammophon)
- Abendglocken (1982, Polydor Excellent)
- Songs Of The Don Cossacks (Decca)